# جعال مقنع شمالي
الجعال المقنع الشمالي (الاسم العلمي: Cyclocephala borealis)، هو نوع من الحشرات يتبع فصيلة الجعليات ضمن رتبة الخنافس.